# Kosta, Koče - Muta
Kosta je naselje občine Koče - Muta v okraju Šmohor na Koroškem v Avstriji.